# Thironne
Die Thironne ist ein Fluss in Frankreich, der im Département Eure-et-Loir in der Region Centre-Val de Loire verläuft. Sie entspringt im nordöstlichen Gemeindegebiet von La Gaudaine, im Regionalen Naturpark Perche, entwässert generell in östlicher Richtung und mündet nach rund 26 Kilometern im Gemeindegebiet von Illiers-Combray als rechter Nebenfluss in den Loir. Im Mündungsabschnitt verläuft die Thironne in unmittelbarer Nähe zur Autobahn A11.

## Orte am Fluss
(Reihenfolge in Fließrichtung)
- Thiron-Gardais
- Chassant
- Montigny-le-Chartif
- Méréglise
- Le Petit Nouvet, Gemeinde Illiers-Combray